# Bohdan Kezik
Bohdan Kezik (ur. 1933 w Warszawie) – muzyk, aranżer, autor filmów dokumentalnych. Twórca „Kwartetu Warszawskiego“ oraz studia „SONUS“.

## Filmografia
- 2001: Manufaktura tkacka w Łazienkach Królewskich, 10 min (zdjęcia, montaż)
- 2003: Marian Osiecki. Malarz koni, przyjaciel zwierząt, 11 min (reżyseria)
- 2005: Jak przesunięto pałac Lubomirskich, 14 min (reżyseria)
- 2006: Ludmiła, 37 min (reżyseria)
- 2008: Polska YMCA 1921–1949, 31 min (realizacja)
- 2008: Pracowity żywot Ireny Santor, 33 min (realizacja)
- 2009: Kadeci, Kadeci..., 32 min (realizacja)
- 2010: Być ptakiem (Kezik B.), 32 min (realizacja, komentarz)
- 2010: Wielka woda (Kezik B.), 35 min (realizacja, komentarz)
- 2010: Żądza pieniądza, 33 min (realizacja, komentarz)